# Chalastra pellurgata
Chalastra pellurgata är en fjärilsart som beskrevs av Walker 1862. Chalastra pellurgata ingår i släktet Chalastra och familjen mätare. Inga underarter finns listade i Catalogue of Life.